# 삼치족
삼치족은 고등어과 어류 분류군의 하나이다.

## 하위 분류
- 꼬치삼치속
  - 꼬치삼치

- 삼치속
  - 동갈삼치
  - 평삼치

## 같이 보기
- 다랑어족
- 줄삼치족